# Arche de Corte
L’Arche de Corte, Arche de Padule ou Arcu di u scandulaghju, est une arche naturelle granitique situé à 1 500 mètres d'altitude, au-dessus de Corte, surplombant la vallée du Tavignano, en Corse.